# Трудовая партия Южной Кореи
Трудовая партия Южной Кореи (кор. 남조선로동당) — коммунистическая партия, существовавшая в Южной Корее с 1946 по 1949 год. Основана 23 ноября 1946 года в результате слияния Южнокорейского отделения Коммунистической партии Кореи, Новой народной партии Кореи и фракции Народной партии Кореи (так называемые «48-ки»). Партию возглавил Пак Хон Ён.
Партия была объявлена вне закона оккупационными властями США из-за активного противостояния Южной Корее и США, организовала сеть подпольных ячеек и смогла привлечь значительное количество последователей. В ней состояло около 360 тыс. В 1947 году партия начала вооруженную партизанскую борьбу. Поскольку преследование партии усилилось, большая часть партийного руководства переехала в Пхеньян.
Партия выступала против образования южнокорейского государства. В феврале-марте 1948 г. она организовала всеобщую забастовку против планов создания отдельного южнокорейского государства. 3 апреля 1948 года партия возглавила народное восстание на о. Чеджудо против одностороннего провозглашения Республики Корея. При подавлении восстания были убиты от 14 до 30 тыс. островитян (см. Резня в Чеджу).
В сентябре 1948 года Национальное собрание Южной Кореи одним из первых официальных актов приняло Закон о национальных предателях, который в числе прочего объявил Рабочую партию Южной Кореи вне закона.
30 июня 1949 года партия объединилась с Трудовой партией Северной Кореи, образовав Трудовую партию Кореи. Лидер ТПК Ким Ир Сен стал председателем партии, а Пак Хон Ён — заместителем председателя. Позже Пак Хон Ён и другие лидеры ТПК в Северной Корее подверглись чистке.
К этой партии было подключено подпольное профсоюзное движение Всекорейский профессиональный союз (Chŏnp’yŏng).